# Jetze Doorman
Jetze Doorman (Balk, 2 juli 1881 – Breda, 28 februari 1931) was een Nederlands schermer. Hij nam tussen 1908 en 1924 deel aan vier Olympische Spelen en won daarbij vier bronzen medailles. Op het onderdeel sabel werd hij Europees kampioen (1907) en Nederlands kampioen (1909).
Doorman was een beroepsmilitair. Hij doorliep de Koninklijke Militaire Academie en was achtereenvolgens tweede-luitenant, eerste-luitenant en vanaf 1918 kapitein bij de artillerie. In 1906 nam hij deel aan de officieuze Tussenspelen in Athene. Een jaar later werd hij in Parijs Europees kampioen op de sabel, onder meer door de Franse graaf Georges de la Falaise en de Griekse Olympische kampioen van 1896 Ioannis Georgiadis te verslaan. In 1908 nam hij zowel individueel als in teamverband deel aan de Olympische Spelen in Londen, zonder een medaille te winnen. Op de Spelen van 1912, 1920 en 1924 viel hij wel in de prijzen. In 1912 won hij met het Nederlands team brons op de onderdelen degen en sabel, in 1920 en 1924 won het team brons met de sabel.
Behalve schermer was Doorman ook een verdienstelijk schaatser. Zo nam hij in 1912 als wedstrijdrijder deel aan de tweede Elfstedentocht. Hij redde twee deelnemers die door het ijs waren gezakt, waarna hij zelf verkleumd moest opgeven. In 1914, kort voor het uitbreken van de Eerste Wereldoorlog, was hij gelegerd in een soort van vredesmissie in het onafhankelijke Albanië, waarbij de Nederlandse majoor Lodewijk Thomson omkwam. Jetze Doorman was een volle neef van schout-bij-nacht Karel Doorman en een achterkleinzoon van generaal-majoor J.D. Doorman.